# Dark Matter (TV-serie)
Dark Matter är en amerikansk science fictionserie. Serien är regisserad av bland andra Louis Leterrier och Jakob Verbruggen och dess manus är baserat på Blake Crouchs roman med samma namn från 2016. Första säsongen består av nio avsnitt och hade premiär på Apple TV+ den 8 maj 2024.

## Handling
Serien kretsar kring den framgångsrika fysikern Jason Dessen från Chicago som blir förflyttad till en alternativ verklighet och ett annat liv. En kamp för återvända till sitt verkliga liv börjar.

## Rollista (i urval)
- Joel Edgerton – Jason Dessen
- Jennifer Connelly – Daniela Dessen
- Alice Braga – Amanda
- Jimmi Simpson – Ryan
- Oakes Fegley – Charlie Dessen
- Dayo Okeniyi – Leighton
- Amanda Brugel – Blaire